# Gustavo Díaz
Gustavo Díaz Domínguez, mais conhecido como Gustavo Díaz  ou El Chavo Diaz (Montevideo, 7 de novembro de 1974), é um treinador e ex-futebolista uruguaio. Atualmente está sem clube.

## Carreira
Díaz foi um lateral direito que jogou em vários clubes no Uruguai, e também teve uma breve passagem no futebol da Espanha.

## Como técnico
"El Chavo" teve sua estréia como treinador na Primera División pelo Central Español em 2008, onde comandou a equipe em apenas 5 jogos. Em seguida, treinou as categorias de base do Defensor Sporting, e devido ao seu sucesso, assumiu a equipe principal em 2012, substituindo Paulo Repetto. Nesse semestre, foi campeão do Torneio Clausura e perdeu a final para o Nacional, clube esse que o contratou alguns dias depois, substituindo Marcelo Gallardo.

## Títulos

### Como treinador
Defensor Sporting
- Torneio Clausura: 2011–12

### Prêmios individuais
- Melhor treinador do Campeonato Uruguaio de Futebol 2011–12[2]